# Castet
Castet település Franciaországban, Pyrénées-Atlantiques megyében. Lakosainak száma 141 fő (2022. január 1.). Castet Aste-Béon, Bielle, Louvie-Juzon és Louvie-Soubiron községekkel határos.

## Népesség
A település népességének változása:
| Lakosok száma | 158  | 159  | 162  | 157  | 155  | 153  | 150  | 145  | 141  |
|               | 2013 | 2015 | 2016 | 2017 | 2018 | 2019 | 2020 | 2021 | 2022 |